# Andre Dawson
Andre Nolan Dawson (Miami, Florida, 10 de julio de 1954), más conocido como Andre Dawson, es un exjugador profesional estadounidense de béisbol que se desempeñó en la posición de jardinero derecho en las Grandes Ligas de Béisbol (MLB). Es miembro del Salón de la Fama del Béisbol.

## Carrera
Dawson jugó como profesional once temporadas en Montreal Expos (1976-1986), después pasó a Chicago Cubs (1987-1992), luego a Boston Red Sox (1993-1994), posteriormente a Florida Marlins, donde jugó dos temporadas (1995-1996), y fue el equipo en el que se retiró.

## Reconocimiento
En 2010, ingresó como miembro al Salón de la Fama del Béisbol.